# جاجامارو جيكيمادين: مابوروشي نو كينماجو
جاجامارو جيكيمادين: مابوروشي نو كينماجو (باليابانية: じゃじゃ丸撃魔伝 幻の金魔城) (بالرومانجي: JaJaMaru Gekimaden: Maboroshi no Kinmajou)، هي لعبة فيديو يابانية، من تطوير ونشر شركة جاليكو، صدرت اللعبة في الأسواق سنة 1990، وتعمل على منصة فاملي كومبيوتر الحصرية.